# Сьонерюск Елитеспорт
Сьонерюск Елитеспорт или Сьонерюске (на датски: Sønderjysk Elitesport или SønderjyskE) е датски футболен отбор от град Хадерслев, състезаващ се в най-горния ешелон на футболното първенство на Дания – Датска суперлига.

## Успехи
Суперлига:
- Вицешампион (1): 2015 – 2016

1 дивизия:
- Шампион (1): 2004 – 2005
- Вицешампион (1): 2007 – 2008

Купа на Дания:
- Носител (3): 2019 - 2020
  -  Финалист (1): 2020 - 2021